# Who Is, This Is?
Who Is, This Is? – pierwszy studyjny album zespołu Voodoo Glow Skulls. Album został wydany 11 stycznia 1994 roku przez Dr. Strange Records.

## Utwory
1. Insubordination
2. Dirty Rats
3. Give In
4. You're The Problem
5. Sin Berguensa (Si Habla Espanol)
6. Wife And Kid
7. Country Phuck
8. Dog Pile
9. Here Comes The Sun
10. Too Many Secrets Lyrics
11. Cheap Guy
12. La Migra (Mas Espanol)
13. Ugly Stick
14. Bossman
15. (untitled)
16. Revenge Of The Nerds

## Autorzy
- Frank Casillas – wokal
- Eddie Casillas – gitara elektryczna
- Jorge Casillas – gitara basowa
- Jerry O’Neill – perkusja
- Brodie Johnson – trąbka
- Gabriel Dunn – trąbka
- James Hernandez – saksofon